# Mascalzone Latino
Mascalzone Latino è un team velico italiano partecipante all'America's Cup. Il suo proprietario è Vincenzo Onorato e il suo nome deriva dall'omonimo album di Pino Daniele.
Mascalzone Latino è stato disegnato da Giovanni Ceccarelli e costruito nei cantieri Tencara a Venezia, dove i cinque scafi de Il Moro di Venezia di Raul Gardini furono costruiti per la America's Cup del 1992.
Ha partecipato a due edizioni della Louis Vuitton Cup. Nel 2002 ottiene solo una vittoria. Nel 2007 si mostra più competitiva, restando in corsa a lungo per le semifinali. All'arrivo dell'ultimo lato contro Victory Challenge, Mascalzone Latino issò uno spinnaker con la scritta: Grazie Italia, Grazie Napoli! perché, pur vincente, il team sarebbe arrivato quinto in classifica e quindi non si sarebbe qualificato per le semifinali.

## Il team
Il team di Mascalzone Latino è composto da:
- Harry Dunning (Capo progettista)
- Tom Weaver (Team Manager)
- Vasco Vascotto (Skipper)
- Flavio Favini (Timoniere)

L'equipaggio è formato (in ordine alfabetico) al gennaio 2006:

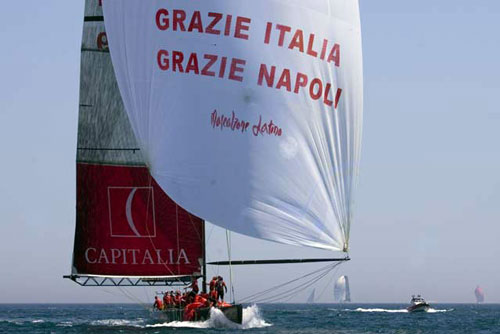
All'arrivo dell'ultimo round robin issano uno spinnaker con scritto grazie Italia, Grazie Napoli.

- Luca Albarelli
- Silvio Arrivabene
- Matteo Auguadro
- Alberto Barovier
- Andrea Ballico
- Giacomo Baroni
- Lars Borgstrom
- Cesare Bozzetti
- Santino Brizzi
- Maciel Cicchetti
- Paolo Cirillo
- Pierluigi De Felice
- Daniele De Luca
- De vita Francesco
- Saverio Giambi
- Cristian Griggio
- Pietro Mantovani
- Andrea Mocchetto
- Massimo Paradiso
- Hamish Pepper
- Nicola Pilastro
- Michele Paoletti
- Nacho Postigo
- Matteo Savelli
- Davide Scarpa
- Stefano Seno
- Antar Vigna

## Origine del nome
Il nome dell'imbarcazione è tratto dall'omonimo album del cantautore napoletano Pino Daniele, di cui riprende anche i caratteri della scrittura sullo scafo.

## 34ª America's Cup
Quinto team italiano dopo Azzurra nel 1983 (per l'America's Cup 1987 a Perth), Italia nel 1987, Il Moro di Venezia nel 1989 (per l'America's Cup 1992 a San Diego) e Luna Rossa nel 2000 (per la America's Cup 2003 ad Auckland), Mascalzone Latino avrebbe dovuto ricoprire il ruolo di Challenger of Record (primo sfidante, incaricato di concordare col Defender sia il modello della competizione che le regole di essa) per la America's Cup 2013, basata a San Francisco, in California.
L'11 maggio 2011, con un comunicato stampa, Vincenzo Onorato ha però annunciato il ritiro del Team Mascalzone Latino dalla Coppa America, per via delle difficoltà economiche che non hanno permesso il raggiungimento del budget previsto per partecipare alla competizione velica.